# Cantone di Trèbes
Il Cantone di Trèbes è una divisione amministrativa dell'arrondissement di Carcassonne.
È stato costituito a seguito della riforma approvata con decreto del 21 febbraio 2014, che ha avuto attuazione dopo le elezioni dipartimentali del 2015.

## Composizione
Comprende i 30 comuni di:
- Arquettes-en-Val
- Badens
- Barbaira
- Berriac
- Blomac
- Bouilhonnac
- Capendu
- Caunettes-en-Val
- Comigne
- Douzens
- Fajac-en-Val
- Floure
- Fontiès-d'Aude
- Labastide-en-Val
- Marseillette
- Mayronnes
- Montirat
- Montlaur
- Monze
- Moux
- Pradelles-en-Val
- Rieux-en-Val
- Roquecourbe-Minervois
- Saint-Couat-d'Aude
- Serviès-en-Val
- Taurize
- Trèbes
- Villar-en-Val
- Villedubert
- Villetritouls